# Sport Republic
 (транскр.  Спорт рипаблик) је инвестициона фирма са седиштем у Лондону. Основали су је Расмус Анкерсен и Хенрик Крафт, док је финансира водећи инвеститор Драган Шолак. Тренутно држи 80% удела у власништву над премијерлигашким клубом Саутемптон.
У августу 2022. преузима 70% удела у власништву над турским клубом Гозтепе, поставши први страни инвеститор који је купио фудбалски клуб у Турској. У јулу 2023. преузела је контролу над француским клубом Валансјен.